# Особистісно-орієнтована етнографія
Особисто-орієнтована етнографія — це підхід у психологічній антропології, який спирається на техніки та теорії з психіатрії та психоаналізу, щоб зрозуміти, як люди ставляться до свого соціокультурного контексту та взаємодіють із ним. Цей термін вперше використав Роберт І. Леві, психіатр з психоаналітичною підготовкою, для опису свого психодинамічно інформованого підходу до опитування під час антропологічної роботи на Таїті та в Непалі.

Ключова відмінність в особистісно-орієнтованому інтерв'ю полягає в тому, що опитувані є інформаторами та респондентами. Як це описують Леві та Холлан,
Існує значна різниця між тим, щоб запитати респондента з Таїті щось на кшталт: «Будь ласка, опишіть мені, як і чому таїтяни проводять суперцизію (обряд калічення пеніса)», і запитати його «Чи можете ви розповісти мені про свою суперцизію?»…"Це якось змінило ваше життя?", «Як?», «Що ти тоді про це думав і відчував?», «Що ти зараз про це думаєш і відчуваєш?»
Перше запитання залучає респондентів як типових етнографічних інформаторів, просячи їх описати особливості своєї культури чи соціальної системи; в останніх запитаннях набагато пряміше ставляться до їхніх власних переживань, почуттів, сподівань і бажань, а також до змін у них з часом. Не дивно, що запитання про ці більш інтимні теми зазвичай потребують набагато довшого знайомства з інтерв'юйованим, ніж запитання про більш загальнодоступні знання.
Леві та Холлан зазначають, що особистісно орієнтоване інтерв'ю використовує обидва підходи та перехід між ними. Відмінність цього методу від більшості етнографічних інтерв'ю полягає в акценті на другому підході та зосередженні на тому, як люди сприймають свій ширший соціокультурний контекст, переживають його та осмислюють. Основні теми, що цікавлять дослідників у такому форматі, зазвичай включають самовідчуття, мораль, фізичне тіло, хворобу та зцілення, емоції та сімейні стосунки.
Методологічно особистісно-орієнтоване інтерв'ю також залежить від достатнього рівня досвіду самомоніторингу явищ переносу та контрпереносу, а також від уваги до викидення, уникнення та прогалин у відповідях опитуваних, а також уваги до емоційних реакцій інтерв'юйованих під час та поза межами формальна обстановка співбесіди.
Особисто-орієнтоване інтерв'ю випливає з психодинамічно інформованої традиції в рамках досліджень культури та особистості та американської психологічної антропології та поділяє низку методологічних і тематичних проблем із клінічною етнографією.